# Dubečno
Dubečno je vesnice, část obce Kněžice v okrese Nymburk ve Středočeském kraji. Nachází se asi 2 km severně od vesnice Kněžice. Dubečno má okolo 50 obyvatel. První zmínka je z roku 1372. Název je odvozen od dubového lesa, který na místě vsi kdysi rostl.

## Historie
První písemná zmínka o vesnici pochází z roku 1372.

## Pamětihodnosti
- Usedlost čp. 22
- Krucifix z roku 1763

## Další fotografie

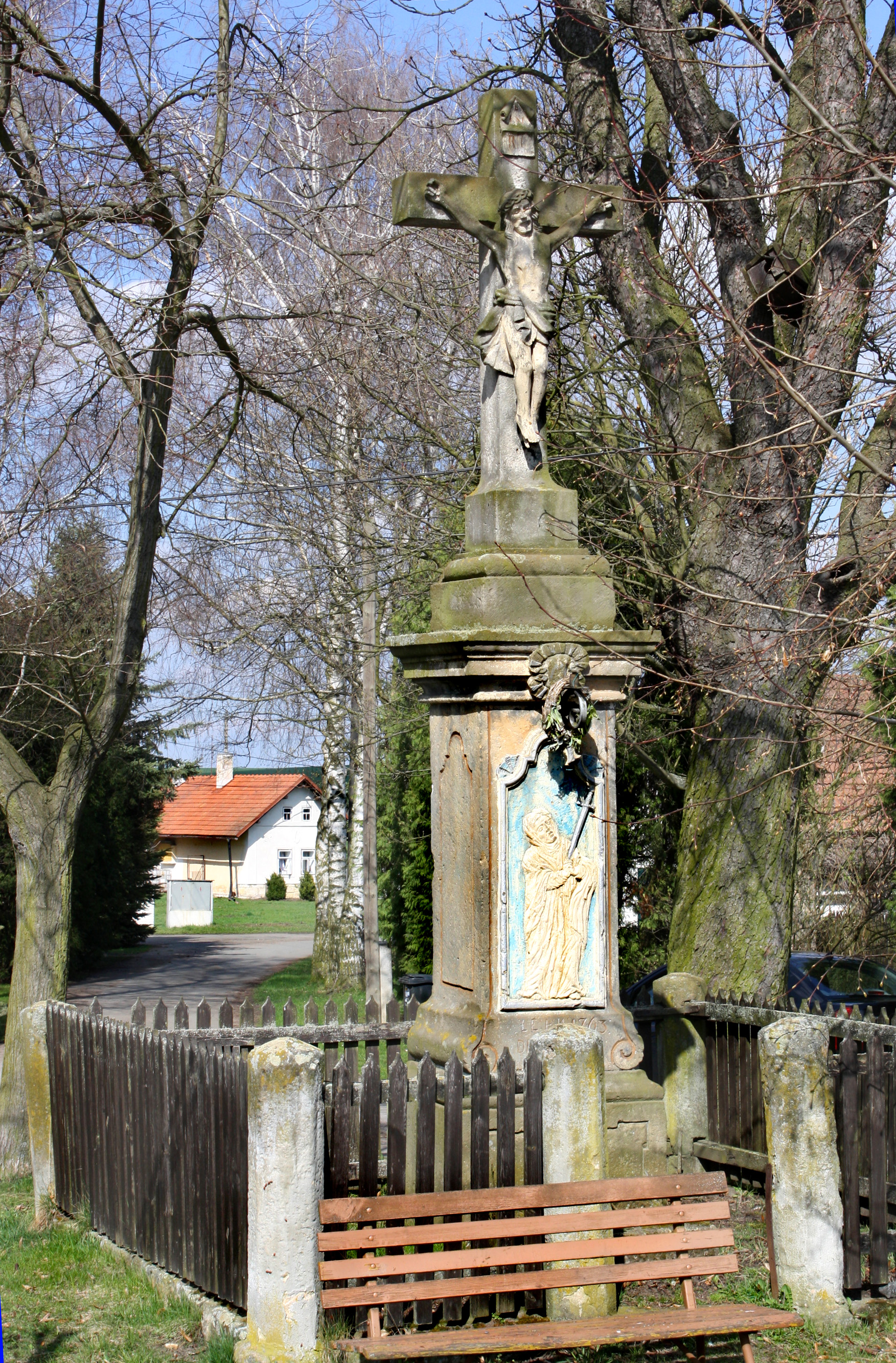
Křížek na návsi
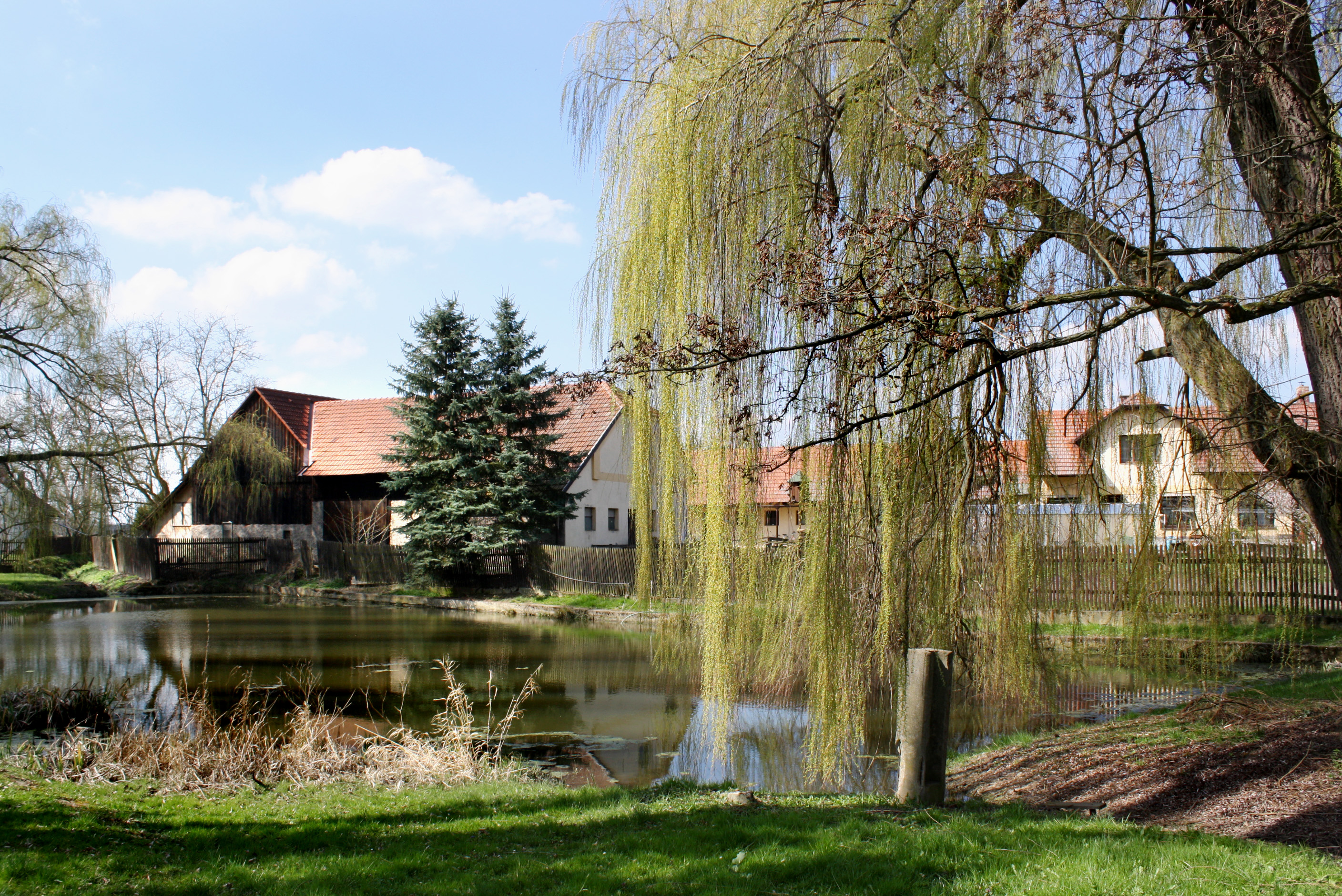
Rybník u návsi
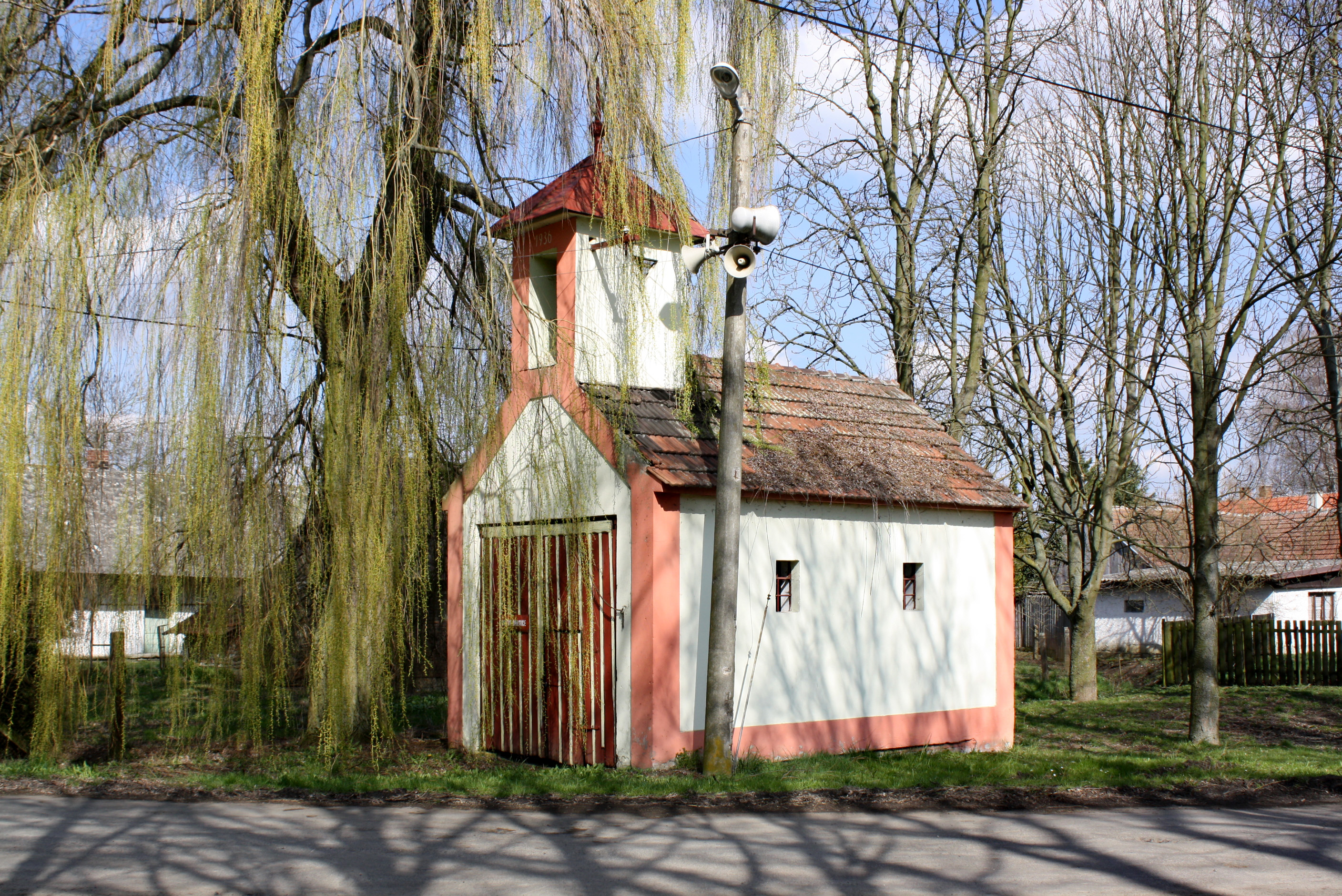
Stará hasičská zbrojnice